# KISSに撃たれて眠りたい
「KISSに撃たれて眠りたい」（キスにうたれてねむりたい）は、吉川晃司が1993年2月24日にリリースした17枚目のシングルで、デビュー10周年を記念して発売された。

## 解説
ミュージック・ビデオは、デビュー以来の過去10年分のライブ、テレビ出演、映画、オフショットなどで構成された映像となっている。
アルバム『Cloudy Heart』（1994年）に収録されているが、イントロ部などが若干変更されたリミックスバージョンとなっている。
カップリング曲「Rainy Lane 〜1993〜」は、シングル「You Gotta Chance 〜ダンスで夏を抱きしめて〜」（1985年）B面の再レコーディングヴァージョンとなっている。

## 収録曲
1. KISSに撃たれて眠りたい [4:19]
作詞：吉川晃司、松井五郎／作曲：吉川晃司／編曲：菅原弘明、吉川晃司
2. Rainy Lane 〜1993〜 [5:46]
作詞：さがらよしあき、麻生圭子／作曲：佐藤健／編曲：菅原弘明、吉川晃司
3. KISSに撃たれて眠りたい (original KARAOKE) [4:19]

## 参加ミュージシャン
- 矢壁篤信 - ドラムス
- 美久月千晴 - ベース
- 小倉博和 - ギター、ソロギター
- 吉川晃司 - ギター
- 富樫春生 - キーボード
- 菅原弘明 - コーラス

## 収録アルバム
- KISSに撃たれて眠りたい
  - GOLDEN YEARS VOL.I（1993年）
  - Cloudy Heart（1994年）
  - DON'T STOP ME NOW（1997年）
  - PASSAGE:K2 SINGLE COLLECTION 1984-1996（1998年）
  - Thank You（2004年）
  - BEST BEST BEST 1989-1995（2005年）
  - KEEP ON KICKIN'!!!!!（2011年）
  - SINGLES+（2014年）

- Rainy Lane 〜1993〜
  - アルバム未収録